# برايتون بيتش
برايتون بيتش (بالإنجليزية: Brighton Beach)‏ هو حي يقع جنوبي بروكلين في نيويورك في كوني آيلاند. تمتاز هذه المنطقة بتواجد المهاجرين الناطقين بالروسية فيها ويبلغ عدد سكانها 35,547 نسمة.